# 横岗车辆段
22°38′04″N 114°10′26″E / 22.6345°N 114.174°E
横岗车辆段是深圳地铁3號綫的车辆段。车辆段位于深圳市龙岗区横岗街道六约村，北侧紧邻深惠路和3號綫六约站，东面紧邻牛始埔路。车辆段占地面积18.34公顷。横岗车辆段承担3號綫车辆运用和所有修程的检修任务，同时作为深圳地鐵唯一一个第三軌供電B型列车大、架修基地。车辆段于2008年動工，並於2010年建成投运，由中國鐵建轄下中土工程承建。
横岗车辆段是中国第一座双层车辆段。双层设计减少了35％的用地，车辆段每辆车的用地指标降低到392 m²／辆，不到建设标准1000 m²／辆的40％，节约土地的效益非常显著。同时，双层车辆段的商业开发效益是平面车辆段的3.5倍。
横岗车辆段预留了上盖物业开发条件，将建成商务公寓、超高层酒店、办公写字楼、住宅和保障性住房、小学、幼儿园等，合稱「錦上花園」，由兴业建筑师有限公司负责规划。近龙岗大道的一边，由深圳地铁地产与深圳市振业集团合作发展，命名为锦荟PARK。